# 格雷薩米特 (密蘇里州)
格雷薩米特（英語：Gray Summit）是位於美國密蘇里州富蘭克林縣的普查規定居民點。

## 歷史
格雷薩米特的郵局自1859年營運至今。

## 人口
根據2020年美國人口普查的數據，格雷薩米特的面積為20.05平方千米，當中陸地面積為20.00平方千米，而水域面積為0.05平方千米。當地共有人口3055人，而人口密度為每平方千米152.37人。